# Tommy Burns
Tommy Burns (Hanover, 17 de junho de 1881 - Vancouver, 10 de maio de 1955) foi um pugilista canadense, campeão mundial dos pesos-pesados entre 1906 e 1908.

## Biografia
Nascido com o nome de Noah Brusso, decidiu trocar seu nome para Tommy Burns em 1904, quatro anos depois de ter começado sua carreira profissional no boxe.
Medindo apenas 1,70 e pesando não mais do que 80Kg, Burns lutou entre os pesos-médios nos seus primeiros anos de carreira, tendo conseguido reunir dois títulos regionais, ao longo de cinco anos.
Burns, porém, tinha ambições maiores, pois querendo se tornar o maior pugilista do mundo, almejava conquistar o título de campeão dos pesos-pesados, notavelmente a categoria mais prestigiada de todas.
Essa oportunidade surgiu em 1906, quando o campeão Marvin Hart resolveu defender seu cinturão pela primeira vez, exatamente contra o pequeno Burns, um improvável adversário capaz de derrotá-lo. 
Surpreedentemente, Burns dominou a luta, tendo vencido 18 dos 20 assaltos disputados, o que lhe garantiu a vitória nos pontos e o direito de erguer o cinturão de campeão mundial dos pesos-pesados.
Após ter se tornado campeão, Burns conseguiu defender seu título em onze oportunidades, contra lutadores do mundo inteiro, pois ao contrário dos campeões que o antecederam, Burns acreditava que só mereceria o direito de ser chamado de campeão mundial, se fosse capaz de derrotar os melhores lutadores de cada país.
Entre 1907 e 1908, Burns viajou o mundo todo, lutando contra os melhores pugilistas britânicos, irlandeses e australianos. Nesse período, Burns estabeleceu um novo recorde, pois ao ter derrotado por nocaute oito adversários seguidamente, ele acabou se tornando o campeão dos pesos-pesados com maior número de vitórias por nocautes consecutivos.
Não bastasse ter permitido que boxeadores de fora da América desafiassem seu cinturão, Burns também foi o primeiro campeão a concordar em por seu título em disputa contra um pugilista negro. Burns alegava que não seria digno de sua parte ostentar o título de melhor do mundo, caso não permitisse que todos lutassem por ele.
Apesar desta sua nobre atitude esportiva, para sua infelicidade, em 1908, Burns acabou perdendo o seu título para Jack Johnson, que então havia se tornado o primeiro negro a conquistar o título de campeão mundial dos pesos-pesados.
Em uma época de extrema segregação racial, aonde nunca antes fora permitido a um lutador negro disputar o título de campeão dos pesos-pesados, o gesto de Burns acabou sendo o catalisador de um dos acontecimentos mais relevantes em toda a história do boxe.
Após perder seu título, Burns continuou lutando esporadicamente até 1920, quando aposentou-se com uma derrota para o campeão britânico Joe Beckett, em sua única derrota por nocaute na carreira. 
Depois de aposentado, Burns vivia em um ótimo estado finaceiro, até a Crise de 29, quando sua fortuna foi totalmente liquidada. Faleceu em 1948, aos 73 anos idade, vítima de um ataque cardíaco. 
Em 1996, Tommy Burns entrou para a seleta galeria dos boxeadores  imortalizados no International Boxing Hall of Fame.